# Order Korony Włoch
Order Korony Włoch (wł. Ordine della Corona d'Italia, OCI) − nadawany za zasługi cywilne lub wojskowe order Królestwa Włoch, istniejący od 1868 do 1946 (nadawany także na wygnaniu przez ostatniego króla Włoch Humberta II do jego śmierci w 1983).

## Historia
Odznaczenie zostało ustanowione 20 lutego 1868 przez króla Włoch Wiktora Emanuela II dla upamiętnienia zjednoczenia Włoch pod berłem dynastii sabaudzkiej, które nastąpiło dwa lata wcześniej, i nadawane być mogło zarówno wojskowym jak cywilom płci męskiej niezależnie od wyznania religijnego i narodowości, podczas gdy order Maurycego i Łazarza, drugie odznaczenie monarchii włoskiej za zasługi, otrzymywać mogli tylko katolicy.
Order miał od początku istnienia pięć klas, według znanego schematu Legii Honorowej – od Krzyża Wielkiego do Krzyża Kawalerskiego, ale liczba nadań wyższych czterech klas była ograniczona:
- 60 Wielkich Krzyży
- 150 Wielkich Oficerów (komandoria z gwiazdą)
- 500 Komandorów (bez gwiazdy)
- 2000 Oficerów
- Nieograniczona liczba odznaczonych Krzyżem Kawalerskim (co doprowadziło do masowych nadań, szczególnie w latach 1918−1946)

Po śmierci Humberta II order został skreślony z listy orderów domowych wygnanej dynastii sabaudzkiej, ale odznaczeni nadal mogą go nosić obok orderów Republiki Włoskiej.

## Insygnia
Insygnia orderu to emaliowany na biało krzyż typu krzyż Ruperta, z tzw. sabaudzkimi węzłami miłości między ramionami oraz gwiazda I i II klasy. W medalionie środkowym awersu znajduje się umieszczona w błękitnym polu złota żelazna korona Lombardów, pokryta perełkami i drogimi kamieniami. Na medalionie środkowym rewersu oznaki widnieje czarny ukoronowany orzeł z białym krzyżem dynastii sabaudzkiej na piersi. Gwiazda I klasy jest srebrna z ośmioma pękami promieni, z medalionem z żelazną koroną w środku, otoczonym napisem: VICT.EMMAN.II REX ITALIAE MDCCCLXVI. Nad medalionem środkowym unosi się czarny orzeł rewersu oznaki. Nieco mniejsza gwiazda II klasy, opatrzona kulkami na końcu promieni, pokryta była awersem oznaki i nie miała napisów.
Order Korony Włoch był noszony na czerwonej wstążce z szerokim białym paskiem w środku i nie posiadał zawieszki w kształcie korony królewskiej. Krzyż Wielki noszono z prawego ramienia na lewy bok. Nie istniała specjalna oznaka nadawana wojskowym, order nie posiadał również łańcucha.
Na baretkach wyższych trzech klas noszonych za czasów republiki wymieniono złote korony królewskie na złote gwiazdki (trzy dla I klasy, dwie dla II i jedną dla III).
|                                      |        |          |               |                          |
| Baretki OCI – Monarchia (przed 1946) |        |          |               |                          |
| Kawaler                              | Oficer | Komandor | Wielki Oficer | Kawaler Krzyża Wielkiego |
| Baretki OCI – Republika (po 1946)    |        |          |               |                          |
| Kawaler                              | Oficer | Komandor | Wielki Oficer | Kawaler Krzyża Wielkiego |